# GPSストーカー事件
GPSストーカー事件（ジーピーエスストーカーじけん）とはストーカーによる事件。ストーカーが好意対象者の車にGPSを設置して居場所を知る行為がストーカー規制法が禁じる「見張り」に当たるかどうかが争われた。

## 概要

### 2018年9月までの下級審

#### 福岡地裁事案
被害女性Aは2015年5月に男Xと結婚して同居していたが、2016年1月に夫Xから暴力を振るわれたことで夫Xから逃れるべく警察に助けを求め、シェルターに一時保護された後でホテルを転々としていたが、女性Aのスマートフォンに居場所等がわかる監視アプリが無断でインストールされていたことで夫Aが現れた。女性Aはアプリを削除して親族方へ身を寄せたがそこにも夫Aが現れた。その後で警察官がすぐに女性Aの車のバンパーの下に粘着テープで貼り付けられていたGPS機器を発見した。その後、夫Aは逮捕された。
2018年3月12日に福岡地裁は危険を防止するという法律の目的やストーカーの手段・方法が多様化しうることを踏まえてGPSによる位置情報の取得も「見張り」に該当するとして懲役1年を言い渡した。しかし、2018年9月20日に福岡高裁はストーカー規制法の「見張り」は視覚等の感覚器官を用いた行為として、GPSによる位置情報の取得は「見張り」に該当しないとする一方で、近くで実際に注視した行為などについてのみ「見張り」に該当するとして懲役8ヶ月を言い渡した。検察は上告した。

#### 佐賀地裁事案
男Yが2016年4月から2017年2月にかけて元交際相手の女性Bの車に密かにGPS端末を取り付けて、携帯電話とパソコンで約600回にわたって位置情報を検索していた。女性Bが2017年2月に車を車検に出した際に業者が車体に機器が取り付けられているのを見つけ、同年5月に逮捕された。
2018年1月22日に佐賀地裁は女性Bが日常的に使う車にGPSを付けていれば立ち回り先をいつでも調べられることからGPSによる位置情報の取得も「見張り」に該当すると判断して懲役6ヶ月を言い渡した。しかし、2018年9月21日に福岡高裁はストーカー規制法の「見張り」は相手の近くで直接観察する行為に限定されるとした上で、新たにGPS端末を着脱する行為は見張りと解釈する余地があるとして審理を佐賀地裁に差し戻した。検察は上告した。

### 2020年7月30日の最高裁判決以降
2020年7月30日に最高裁第一小法廷はストーカー規制法が規定する「見張り」について、対象者の家や学校、職場など通常いる場所の近くでの行為に限定しており、機器を使う場合でも近くで対象者の動静を観察する行為が必要とし、そのうえで駐車場で被害者の車にGPSを取り付けた後に位置情報を検索した2事案の行為は「見張り」に該当しないとの判断を下した。福岡地裁の事案では男Xに懲役8ヶ月に減刑した上で判決が確定し、佐賀地裁の事案は佐賀地裁への審理差し戻しが確定した。
佐賀地裁での差し戻し審理において佐賀地検は、GPSを取り付けた上で位置情報を検索することについてストーカー規制法上の「見張り」をしたとする訴因から、GPSを取り付けるために駐車場に「押し掛けた」等とする訴因に変更するよう請求して認められた。2022年2月17日に佐賀地裁は検察の懲役4ヶ月の求刑に対し、「『住居等』は継続的に所在することが予定される場所」と解釈した上で女性Bは駐車場に週2、3回程度の短時間しか滞在していないことから「住居等」には該当しないとし、「見張り」も「対象者の動静を直接視認した行為」と解釈した上で相当する検察の立証がないとして男Yに無罪判決を言い渡して確定した。
2021年7月の佐賀地裁の差し戻し審で検察が「見張り」を「みだりにうろつく」行為とする訴因変更をしていたが、行為後に改正されたストーカー規制法の適用を求めていたため、弁護側から法の不遡及に反すると指摘され検察が8日後に「押しかけ」に改めて再度訴因変更をしたことについて、男性Yは検察側の違法な訴因変更があったとして330万円の損害賠償を請求し、2023年4月14日に佐賀地裁は「訴求処罰の禁止に違反し違法」として国に1万円の支払いを命じる判決を言い渡した。

## その他
- 最高裁判決を受けて、GPSを使って無断で相手の位置情報を得る行為等を規制対象とする改正ストーカー規制法が2021年5月18日に国会で成立し、同年8月26日に施行された。